# Дуліби (видавництво)
Видавництво «Дуліби» — українське приватне видавництво.

## Етимологія
Назва видавництва походить від стародавнього племені Дулібів.

## Історія
Видавництво «Дуліби» створене у 2005 р., за цей час в ньому були опубліковані твори ряду відомих сучасних українських письменників: Галина Пагутяк («Слуга з Добромиля», 2006; «Урізька готика», 2009), Любко Дереш («Намір», 2006), Ірена Карпа («Перламутрове порно», 2005), Євгенія Кононенко («Зустріч у Сан-Франциско», 2006), Людмила Таран («Ніжний скелет у шафі», 2006), Марина Гримич («Мак червоний в росі», 2005; «Фріда», 2006; «Егоїст» (друге видання), 2007; «Друге життя», 2010; «Острів Білої Сови», 2010). Видавництво має свого автора бестселерів — Любу Клименко (легкий жанр еротичної прози, продюсерський проект Марини Гримич).

## Діяльність
Спеціалізується на виданні сучасної української літератури та наукових праць історико-етнологічного спрямування.
З видавництвом співпрацюють такі визначні художники сучасності, як Сергій Якутович (альбом «Мазепіана», 2005; Ніна Денисова (художнє оформлення ряду книжок). Автором логотипу видавництва «Дуліби» є Сергій Якутович.
Видавництво проводило заходи з популяризації сучасної літератури (напр., богемна вечірка під час Львівського Форуму видавців у 2006 році), а також проводить презентації виданих видавництвом книг.

## Нагороди видавництва
1. Форум видавців у Львові, 2005. Срібна медаль за альбом Сергія Якутовича «Мазепіана».[3]
2. Форум видавців у Львові, 2005. Відзнака президента Форуму видавців за альбом «Битий шлях».[4]
3. Форум видавців у Львові, 2006. Перша премія за найкращу дитячу книгу «за майстерне й по-дитячому ніжне бачення світу дитини» («Книга форуму — 2006»): Оксана Шмілик. «Де ж та хатка в ангелятка», ілюстрації Ніни Денисової[5].